# Bipassalozetes pilosus
Bipassalozetes pilosus är en kvalsterart som beskrevs av Bayartogtokh och Smelyansky 2003. Bipassalozetes pilosus ingår i släktet Bipassalozetes och familjen Passalozetidae. Inga underarter finns listade.